# Telefon Pass
Telefon Pass är ett bergspass i Antarktis. Det ligger i Sydshetlandsöarna. Argentina, Chile och Storbritannien gör anspråk på området. Telefon Pass ligger 60 meter över havet.
Terrängen runt Telefon Pass är huvudsakligen kuperad, men norrut är den platt. Trakten är glest befolkad. Närmaste befolkade plats är Gabriel de Castilla Spanish Antarctic Station, 3,5 kilometer sydost om Telefon Pass. 